# Pénélope barbue
Penelope barbata
Espèce
Statut de conservation UICN

 NT C2a(i) : Quasi menacé
La Pénélope barbue (Penelope barbata) est une espèce d'oiseau de la famille des Cracidae.

## Répartition
On la trouve en Équateur et au Pérou.

## Habitat
Elle vit dans les forêts humides de montagne subtropicales et tropicales.
Elle est menacée par la perte de son habitat.